# ۷۴۲ (خورشیدی)
۷۴۲ هفتصد و چهل و دومین سال هجری خورشیدی است.